# Mesrob Maștoț

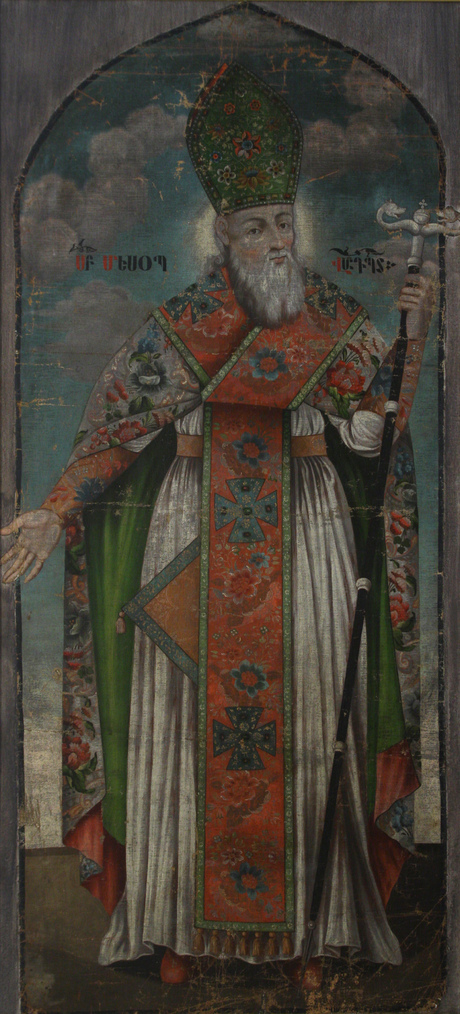
Sfântul Mesrob Maștoț, autor necunoscut sec. XVII

Mesrob Mașdoț sau Mesrop Maștoț (n. 360 — d. 17 februarie 440) a fost primul doctor al Bisericii Armene, teolog, lingvist, inventatorul alfabetelor armean, probabil de asemenea al alfabetelor etiopian și albanez caucazian, traducător al Bibliei în limba armeană, fondator monahal.
Este considerat părintele literaturii armene.
În afară de Biblie, a tradus, împreună cu discipolii săi și opere importante ale scriitorilor religioși greci și sirieni, activitate prin care a inaugurat limba literară clasică.